# 홍성 결성읍성
홍성 결성읍성(洪城 結城邑城)은 충청남도 홍성군 결성면 읍내리에 있는 조선시대의 읍성이다. 2004년 4월 10일 충청남도의 기념물 제165호로 지정되었다.

## 개요
홍성군 결성면 소재 결성읍성은 치소(治所)를 석당산성(石堂山城)으로 옮긴 후 51년만인 1451년에 완축(完築)하였고 『세종실록지리지』와『신동국여지승람』, 『충청도읍지』, 『여지도서』 등에 기록이 전하고 있다.
규모는 성 주위 약 1,007m(3,325척)이며, 성벽높이 내측 약 2∼3m, 외측 약 3∼6m이고, 성벽 기저부 폭 약 4.5m이다.
성을 개축하면서 구간마다 도내 각읍(各邑)이 나누어 쌓은 것을 표시한 아산 지역의 기각역축(記刻役築) 기록이 북쪽 성벽에 남아 있다.
읍성 내에는 17개의 관아건물이 있었으나 현재는 동헌, 형방청, 책실이 남아 있다.
홍성 결성읍성은 원래의 결성현 치소였던 석당산성 대부분을 포용하며 넓혀 쌓은 읍성으로서 조선조 읍성연구와 결성면의 역사성을 밝히는 역사적·학술적 중요 자료이다.

## 참고 자료
- 홍성 결성읍성 - 국가유산청 국가유산포털